# Polygonum humifusum
Polygonum humifusum är en slideväxtart. Polygonum humifusum ingår i släktet trampörter, och familjen slideväxter.

## Underarter
Arten delas in i följande underarter:
- P. h. caurianum
- P. h. humifusum